# Cucullia phocylides
Cucullia phocylides là một loài bướm đêm trong họ Noctuidae.